# Frankfurter FV Sportfreunde 04
 Frankfurter FV Sportfreunde 04 is een Duitse voetbalclub uit Frankfurt.

## Geschiedenis
De club werd in 1904 opgericht als Frankfurter FC Britannia in het Frankfurtse stadsdeel Gallus. Er waren al vele clubs in de stad en ook in Gallus was er al Frankfurter FC 1902. Britannia deed het al snel goed en speelde drie jaar na de oprichting reeds in de hoogste klasse en eindigde in het eerste jaar al op de derde plaats. Hierna belandde de club in de middenmoot. In 1911/12 eindigde de club weliswaar achtste op twaalf clubs, maar omdat het aantal clubs werd teruggebracht naar acht degradeerde Britannia.
Op 9 februari 1919 trad de club nog onder de naam Britannia aan in een bekerwedstrijd maar veranderde kort daarna zijn naam in Frankfurter FV Sportfreunde 04 onder druk van de publieke opinie. Doordat Groot-Brittannië een van de tegenstanders was in de Eerste Wereldoorlog was deze naam niet langer gewenst. In Duitsland waren er veel clubs die Britannia heetten en allen moesten ze hun naam veranderen. De Zuid-Duitse voetbalbond herstructureerde de competitie en de Sportfreunde mochten opnieuw in de hoogste klasse aantreden. In het eerste seizoen werd de club vierde achter stadsrivalen Frankfurter FV, FSV Frankfurt en VfR 01 Frankfurt. Het volgende seizoen werd de club voorlaatste en dan ging de club in de nieuwe Maincompetitie spelen. Deze bestond aanvankelijk uit vier reeksen en werd over twee seizoenen teruggebracht naar één reeks. De eerste schifting overleefde de club maar in het tweede seizoen degradeerden ze. In 1932 slaagde de club er in om weer te promoveren en zou het behoud verzekerd hebben ware het niet dat de NSDAP de competitie herstructureerde en de Gauliga invoerde als nieuwe hoogste klasse. De club slaagde er ook niet in later te promoveren.
Na de oorlog startte de club in de tweede klasse, maar gleed al snel weg naar de vierde klasse. In 1955 promoveerde de club nog voor één jaar naar de Amateurliga. Hierna zakte de club weg in de anonimiteit. In 2018 promoveerde de club naar de Verbandsliga maar trok zich in 2020 hieruit terug.